# Guillermo Gauna
Guillermo Gauna (Den Helder, 27 mei 2000) is een Nederlands voetballer van Argentijnse afkomst die als aanvaller voor Almere City FC speelde.

## Carrière
Guillermo Gauna speelde in de jeugd van AZ. In het seizoen 2017/18 zat hij eenmaal bij de selectie van Jong AZ in de Eerste divisie. In het seizoen 2019/20 maakte hij deel uit van de selectie van Jong AZ, maar tot een debuut kwam het niet. In de winterstop vertrok hij naar Jong Almere City FC, waar hij vier wedstrijden in de Derde divisie speelde. Op 6 november 2020 debuteerde hij in het eerste elftal van Almere City FC, in de met 2-0 gewonnen thuiswedstrijd tegen Jong AZ. Hij kwam in de 87e minuut in het veld voor Mees Kaandorp. In de wedstrijd erna, die met 7-2 werd verloren bij SC Cambuur, mocht hij na de rust invallen. Een week later mocht hij voor het eerst in de basis beginnen tegen Go Ahead Eagles. Gauna kwam in het seizoen 2020/21 tot zeven wedstrijden, waarvan één in de KNVB Beker. In het seizoen erna speelde hij door blessures slechts eenmaal. Nadat zijn contract in 2022 afliep, tekende hij na een half jaar bij het Letse FK Liepāja. Hier speelde hij geen enkele wedstrijd.

### Statistieken
| Seizoen                     | Club                | Land           | Competitie         | Competitie | Competitie | Beker | Beker | Totaal | Totaal |
| Seizoen                     | Club                | Land           | Competitie         | Wed.       | Dlp.       | Wed.  | Dlp.  | Wed.   | Dlp.   |
| --------------------------- | ------------------- | -------------- | ------------------ | ---------- | ---------- | ----- | ----- | ------ | ------ |
| 2017/18                     | Jong AZ             | Nederland      | Eerste divisie     | 0          | 0          | –     | –     | 0      | 0      |
| 2019/20                     | Jong AZ             | Nederland      | Eerste divisie     | 0          | 0          | –     | –     | 0      | 0      |
| 2019/20                     | Jong Almere City FC | Nederland      | Derde divisie Zat. | 4          | 0          | –     | –     | 4      | 0      |
| 2020/21                     | Almere City FC      | Nederland      | Eerste divisie     | 6          | 0          | 1     | 0     | 7      | 0      |
| 2021/22                     | Almere City FC      | Nederland      | Eerste divisie     | 1          | 0          | 0     | 0     | 1      | 0      |
| 2023                        | FK Liepāja          | Letland        | Virslīga           | 0          | 0          | 0     | 0     | 0      | 0      |
| Carrièretotaal              | Carrièretotaal      | Carrièretotaal | Carrièretotaal     | 11         | 0          | 1     | 0     | 12     | 0      |
| Bijgewerkt op 12 april 2024 |                     |                |                    |            |            |       |       |        |        |